# Спицын, Сергей Николаевич
Серге́й Никола́евич Спи́цын (8 июля 1923, Детское Село, Петроградская губерния — 25 марта 2014) — советский и российский художник, живописец, график.

## Биография
Один из видных книжных и станковых графиков Санкт-Петербурга. Лауреат золотой медали Академии Художеств (2003).
Родился в Детском Селе. Детство провёл на Крестовском острове и, с 1930 по 1941 год, — в Лигове. Его отец, Николай Васильевич Спицын входил в религиозно-философское общество «Воскресение» Александра Мейера, был репрессирован в 1929, погиб в Соловецком лагере.
Участник Великой Отечественной войны с июля 1941 года до конца войны, 14 мая 1945 года. В составе 9-го стрелкового полка 20-й дивизии в начале ноября 1941 года участвовал в боях на пятачке Невской Дубровки. С декабря 1941 года по март 1942 года находился в блокадном Ленинграде, продолжая обучение в СХШ. В конце марта 1942 года вместе с другими учениками и преподавательским составом СХШ эвакуировался в Самарканд. В августе 1942 года был призван в армию, вернулся на фронт.
С осени 1943 года — в составе 27-й Ясловской ордена Кутузова Гвардейской миномётной бригады командиром отделения радиосвязи дивизиона с боями прошёл до Праги. Имел боевые награды (орден Отечественной войны, медали «За отвагу», «За боевые заслуги», «За победу над Германией» и другие).
Выпускник СХШ (1948) и Академии художеств (1954). Член СХ России с 1955 года. Постоянный участник городских, зональных и всесоюзных выставок, выставок станковой и книжной графики (более 200) и нескольких групповых зарубежных выставок (Италия, США, Мексика, Австралия, Германия, Англия, Франция, Голландия); в том числе шести персональных.
В 1988—1989 годах принимал участие в открытии Собора Архангела Михаила в Ораниенбауме (Ломоносове), Собора Петра и Павла в Петергофе.
В 1994—1995 годах расписывал фресками (по собственному проекту) алтарную апсиду храма преподобного Сергия Радонежского (арх. А. М. Горностаев, 1861) в Троице-Сергиевой приморской пустыни под Санкт-Петербургом.
В 2006 года писал алтарные иконы для храма Св. Андрея Первозванного в Петергофе.
В 2009 года был награждён серебряной медалью «Святого Апостола Петра».
Скончался 25 марта 2014 года в Петербурге. Похоронен на Бабигонском кладбище в Петергофе.

## Семья
Отец — Николай Васильевич Спицын (1883, Колпино, Санкт Петербургкая губерния — 1930, Кемь). Сын В. И. Спицына, дворянина, директора Акционерного общества Коломенского машиностроительного завода. C 1914 года входил в члены Петроградского религиозно-философского общества. В 1919—1924 годах входил в общество «Вольфила». До революции работал управляющим канцелярии кн. Ф. Юсупова. После революции работал директором детского дома на Каменном острове. В конце 1922 года примкнул к кружку «Воскресение» А. А. Мейера. Постановлением от 22.08.1929 года заключён в Соловецкий лагерь особого назначения сроком на 5 лет. Умер в заключении в Соловецком лагере 09.09.1930 года, похоронен в Кеми. 30 мая 1967 года постановлением Президиума Ленинградского городского суда реабилитирован.
Мать — Екатерина Сергеевна Спицына (урождённая фон Армфельт) 1889, Санкт-Петербург — 1977, Ленинград), училась и затем преподавала в Царскосельском ремесленном приюте ведомства учреждений императрицы Марии Фёдоровны, с 1915 года — начальница приюта. Выступала с концертами, как камерная певица. С 1912 по 1917 год пела в хоре Феодоровского собора. С 1920-х гг. — преподаватель русского языка и литературы в школах Ленинграда.
Жена — Раиса Яковлевна Спицына (урождённая Медведева) (1930—2016), юрист. Дочь — Елена Сергеевна Спицына, историк искусства, исследователь русского авангарда.

## Творчество
В 1954—1962 годах входит в круг ленинградских художников «сурового стиля». Работы этого времени: серия литографий к поэме А. Твардовского «Дом у дороги» (1955—1956); серия офортов «41-й год»: «Отступление», «Бой», «Затишье» (1956—1957). В 1961—1962 годах сделал широко известную серию офортов «Рабочий поезд», в 1962-м — серию «Рабочая молодёжь».
После 1962 года отклоняет появившуюся возможность успешно работать в официальном советском искусстве.
В 1963—1973 годах, сближаясь с художником В. В. Стерлиговым, последователем Казимира Малевича, входит в живописно-пластическую традицию русского авангардного искусства. Это изменение в творческом пути художника было связано с тем, что с начала 1962 года В. В. Стерлигов начал развивать теорию К. С. Малевича о новых прибавочных элементах в изобразительном искусстве и открыл прибавочный элемент искусства этого времени: «прямо-кривую». В это открытие он посвящает нескольких художников, в том числе С. Н. Спицына; совместно они начинают разрабатывать эту идею и работать в новой пластической форме.
Этот узкий художественный круг соратников по искусству получил название «Старопетергофской школы», так как встречи художников, совместная работа и выставки проходили у С. Н. Спицына в Старом Петергофе (пригород Петербурга). «Старопетергофская школа» была создана В. В. Стерлиговым и С. Н. Спицыным в 1963-65 годах; в круг этой «школы» входили художники Т. Н. Глебова, В. П. Волков, Г. П. Молчанова, Е. Н. Александрова, П. М. Кондратьев и искусствоведы А. В. Повелихина, Е. Ф. Ковтун. «Старопетергофская школа» продолжала своё существование до 1973 года.
С начала 1970-х годов С. Н. Спицын работает над развитием собственных пластических принципов, сочетающих достижения русского авангарда и традицию русской иконописи. В 1982—1983 гг. делает первую серию работ «по мотивам русских фресок», с этого времени развивая эту тему на продолжении многих лет. Серии работ: «Енисей» (1966—1968), «Шестнадцать пятниц» (1968—1969), «Сенеж» (1970), три «крымские» серии (1984, 1987, 1990), «Фрески Дионисия. Ферапонтово» (1980-е), живописная и графическая серия «Прощание с Финским заливом» (1980-е-1992), «Святители» и «Иноки» (1991—2000).

## Кураторская деятельность
В 1960—1970-х гг. принимает участие в подготовке и проведении выставок художников русского авангарда в выставочных залах Ленинградском отделении Союза художников, способствуя их «возвращению» :
- первой послевоенной выставки в Ленинграде (однодневной) и вечера памяти П. Н. Филонова в 1968 г. (подготовка выставки и экспозиция)
- первой послевоенной выставки К. С. Малевича в 1968 г. (подготовка, буклет; выставка была отклонена)
- выставки М. Ф. Ларионова и Н. С. Гончаровой в декабре 1971 года.

Отдельные проекты:
- куратор первой персональной выставки Л. А. Юдина в 1973 г. (подготовка, буклет, экспозиция, вечер памяти)
- куратор первой персональной В. М. Ермолаевой в 1972 г. (подготовка, буклет, экспозиция, вечер памяти)
- куратор первой персональной выставки П. И. Соколова в 1971 г. (подготовка, буклет, экспозиция, вечер памяти)
- куратор первой персональной выставки О. Н. Гильдебрандт-Арбениной в 1985 г. в Доме писателей им. В. В. Маяковского.

Подготовил и провёл несколько выставок В. В. Стерлигова и Т. Н. Глебовой.
Автор воспоминаний о художниках Л. А. Юдине, П. Н. Филонове, В. В. Стерлигове, П. М. Кондратьеве, П. И. Басманове, В. Н. Петрове, Иоанне Вендланде.

## Книжная иллюстрация
Работал в книжной графике с 1954 года до 2000-х годов. С 1954 года начал постоянную работу с издательствами: «Детгиз», «Лениздат», «Гослитиздат», «Советский писатель», «Детская литература» и др. Иллюстрировал, преимущественно, книги для детей и юношества (более ста изданий). В числе прочего, оформил и проиллюстрировал почти все изданные книги ленинградского писателя Радия Погодина.
- Прокофьев А. В пути. Л. : Молодая гвардия, 1953
- Стеффенс Линкольн. Мальчик на лошади: Автобиографическая повесть / Пер. с англ.; Рис. С. Спицына. Изд. 2. Л.: Детгиз, 1955
- Журнал «Нева». (Л.), 1955. № 1 (апрель). Обложка
- Твардовский А. Дом у дороги. 1955 Не издано.
- Андреева Е., Андреев Ю. / Огнём рождённое / Рис. С. Спицына. Л.: Детгиз, 1957
- Бондаренко И. / В осаждённом городе: Повесть / Рис. С. Спицына. Л.: Детгиз, 1957
- Молодые защитники Ленинграда Павел Лукницкий, Михаил Стрешинский, Иван Франтишев, Р. Федоров, Ариф Сапаров, В. Карп, Михаил Сонкин, Е. Поляков, А. Бейлин, Е. Вечтомова, М. Ланской, Б. Розов Л Л. : Издательство: Издательство Детской литературы, 1958 год
- Ганзелка И., Зикмунд М. Африка грез и действительности / Оформление и рис. С. Спицына. Л.: Детгиз, 1958
- Мавр Я. ТВТ или Повесть о том, как пионеры возмутились против гнёта вещей и удивили весь мир, как они научились видеть то, чего другие не видят, и как Цыбук добывал очки / Пер. с белорус. А. Тонкеля; Рис. С. Спицына. Л.: Детгиз, 1959. (Шк. б-ка)
- Офин Э. Русский Балтик / Рис. С. Спицына. Л.: Дет. лит., 1959
- Иринин Г. (А. Беляев). План «Х — 19». Л. : Советский писатель, 1959
- Ренн Л. Ноби / Пер. с нем; Рис. С. Спицына. М.: Дет. лит., 1959. (Шк. б-ка)
- Льюис, Синклер. Главная улица. Илл. С. Спицына. Л. : Советский писатель. 1960.
- Ефремов И./ Афанеор, дочь Ахархеллена. Ж. «Нева», 1960, № 1.
- Ингвалл Свинсос. На покое. / Рис. С. Спицына. Ж. «Нева», 1960, № 8.
- Гернет Н. Сестрёнка: Повесть / Рис. Л. Подлясской и С. Спицына. Л.: Детгиз, 1960
- Шомбургк Г. Г. Пульс дебрей / Рис. С. Спицына. Л.: Детгиз, 1960
- Островский А. Твоих друзей легион. Повесть. Л. : Советский писатель, 1960
- Герман Ю. Наши знакомые. Л. : Советский писатель, 1960
- Белых Г., Л.Пантелеев.:"Республика Шкид" Л.: Гос.изд-во детской лит. Мин-ва просвещ. РСФСР, 1960, переизд. 1961; М. Дет.лит. 1965, 1973, 2009
- Семин Л. Поиски золотистых пчел / Рис. С. Спицына. Изд. 2. Л.: Детгиз, 1961
- Воеводин В. Покоя нет. Л. : Советский писатель, 1961
- Офин Э. Рядовой лесной республики: Повесть / Рис. С. Спицына. Л.: Дет. лит., 1961
- Янтарная комната: Сб. науч.-фантаст. и приключ. повестей и рассказов / Рис. С. Спицына; Отв. ред. А. Плюснина; Худож.-ред. Ю. Киселёв. Л.: Детгиз, 1961
- Белых Г., Л. Пантелеев.:"Республика Шкид" Л.: Гос.изд-во детской лит. Мин-ва просвещ. РСФСР, 1961
- Ярмагаев В. Время нашей зрелости. Л.: Лениздат, 1962
- Кирносов А. Человек отправляется в путь: (Повесть) / Рис. С. Спицына. Л.: Детгиз, 1962
- Томин Ю. Г. Борька, Я и невидимка: Повесть / Рис. С. Спицына. Л.: Дет. лит., 1962
- Бражнин И. Сто шагов в сказку / Рис. С. Спицына. Л.: Дет. лит., 1963
- Корнилов Б.. Моя Африка: Поэма. М.; Л.: Сов. писатель, Ленингр.отделение, 1963
- Погодин Р. Ожидание: Повесть / Рис. С. Спицына. Л.: Дет. лит., 1963
- Погодин Р. П. Утренний берег: Повести и рассказы / Рис. С. Спицына. Л.: Дет. лит., 1964
- ТВТ. Невиданная птица. Рассказы о веселых людях и хорошей погоде: Антология / Авт.: Я. Мавр, Ю. Сотник, Р. Погодин. Изд-во дет. лит., 1964. (Б-ка пионера)
- Хочу все знать! / Ред. колл.: М. Г. Веселов, Г. Гор, М. Е. Ивин и др.; Сост. Л. А. Джалалбекова; Переплёт, титул и форзац Б. Крейцера; Рис. Е. Войшвилло, В. Бекаравайного, С. Спицына и др.. Л.: Дет. лит., 1964
- Белых Г. Дом веселых нищих / Рис. С. Спицына. Л.: Дет. лит., 1965
- Белых Г., Пантелеев Л. Республика Шкид / Рис. С. Спицына. М.: Дет. лит., 1965
- Погодин Р. Рассказы о веселых людях и хорошей погоде / Рис. С. Спицына. Л.: Дет. лит., 1965. (Шк. б-ка)
- Томин Ю. Г. Шёл по городу волшебник. Борька, я и Невидимка / Рис. Б. Калаушина и С. Спицына. Л.: Дет. лит., 1965
- Шефнер В. Счастливый неудачник. Повесть. Л.: Советский писатель, 1965
- Кирносов А. Страна мудрецов: Повесть-сказка / Рис. С. Спицына. Л.: Дет. лит., 1966
- Погодин Р. Трень Брень. Ожидание. Л.: Дет. лит., 1966
- Панова В.. Спутники. Л.: Советский писатель, Ленинградское отделение,1967
- Погодин Р. Шаг с крыши: Рассказы / Рисунки С. Спицына. Л.: Дет. лит., 1968
- Томин Ю. Борька, я и невидимка. Нынче все наоборот: Повести / Рис. С. Спицына. Л.: Дет. лит., 1968
- Берзин Ю. Конец девятого полка. Л. : Сов. писатель, 1968
- Погодин Р.. Петухи. Л.: Дет. лит. 1969
- Мигдалова Л. Прикосновение. Стихи. М. : Советский писатель, 1969
- Левашева Г. Твой друг музыка / Рис. С. Спицына. Л.: Дет. лит., 1970
- Шефнер В. Запас высоты. Л. Советский писатель. 1970
- Глинка М. С. Берег перемен: повести и рассказы/ Л.: Советский писатель, 1971
- Берггольц О.. Дневные звёзды. М.-Л.: Сов. писатель, 1971
- Кирносов А. Человек отправляется в путь / Рис. С. Спицына. Л.: Детская литература, 1971
- Семин Л. Поиски золотистых пчел / Рис. С. Спицына. Л.: Дет. лит., 1971
- Томин Ю. Шёл по городу волшебник. Витька Мураш-победитель всех / Рис. С. Спицына. Л.: Дет. лит., 1971
- Погодин Р. Ожидание. Три повести об одном и том же / Рис. С. Спицына. Л.: Дет. лит., 1971
- Тайна всех тайн: [Сб.] / Сост.: Е. Брандис, В. Дмитревский; Оформ. и ил. С. Н. Спицына. Л.: Лениздат, 1971. (В мире фантастики и приключений)
- Погодин Р. Включите северное сияние / Рис. С. Спицына. Л.: Дет. лит., 1972
- Шим Э. Ребята с нашего двора / Рис. С. Спицына. Л.: Дет. лит., 1973
- Гранин Д. Иду на грозу / Ил. С. Спицына. Л.: Худож. лит., 1973
- Гайдар А. Повести. Л. : Лениздат, 1973
- Н. Дзгоев. Удивительные шахматы. Л. : Лениздат, 1973
- Белых Г., Л.Пантелеев.:"Республика Шкид" Л.: Гос.изд-во детской лит. Мин-ва просвещ. РСФСР, 1973
- Мавр Я. ТВТ: Повесть с ил. / Авториз. пер. с белорус. А. Л. Тонкеля; Рис. С. Спицына. Изд. 6. Л.: Дет. лит., 1974
- Мусаханов В. Я. У себя дома: Повести и рассказы / Рис. С. Спицына. Л.: Лениздат, 1974
- Погодин Р. Повести и рассказы / Рис. С. Спицына. Л.: Дет. лит., 1974
- Погодин Р. Повести и рассказы / Рис. С. Спицына. М: Дет. лит., 1975
- Иванов А. День забот. Л. : Лениздат, 1975
- Твардовский А.. Сын. М.:Дет.лит., 1975 (Мои первые книжки)
- Приходько В. Не забудь про воробья: Стихи / Рис. С. Спицына. М.: Дет. лит., 1976
- Хармс Д.. Что это было?. Л., 1976
- Шим Э. Ребята с нашего двора: Современная повесть в нескольких незаконченных историях / Рис. С. Спицына. Л.: Дет. лит., 1976
- Томин Ю. Нынче все наоборот. Л.: Дет. лит., 1977
- Погодин Р. П. Книжка про Гришку / Рис. С. Спицына. М.: Дет. лит., 1977
- Казакевич Э. Г. Звезда: Повесть / Предисл. А. Твардовского; Рис. С. Спицына. Л.: Дет. лит., 1978
- Конецкий В. В. Повести и рассказы / Рис. С. Спицына. Л.: Дет. лит., 1978
- Погодин Р. Про жеребёнка Мишу и мышонка Терентия: Сказка / Рис. С. Спицына. Л.: Дет. лит., 1978
- Полуянов И. Одолень-трава: Повесть / Рис. С. Спицына. Л.: Дет. лит., 1979. (Ист.-револ. б-ка)
- Сергуненков Б.  Лесная лошадь. Л.:Дет.лит., 1979
- Абрамов Ф. Деревянные кони. Л. : Лениздат, 1979
- Смольников И. По этим ступеням: Документально-публицистические очерки / Рис. С. Спицына. Л.: Дет. лит., 1980
- Титов А. Лето на водах: Повесть о Лермонтове / Рис. С. Спицына. Л.: Дет. лит., 1980
- Томин Ю. Г. Шёл по городу волшебник: Повести / Рис. С. Спицына. Л.: Дет. лит., 1981
- Фролов В. Г. В двух шагах от войны: Повесть / Рис. С. Спицына. Л.: Дет. лит., 1981
- Мосияш С.  Александр Невский. Л.: Дет.лит.,1982
- Чирсков Ф. Ключик в траве / Рис. С. Спицына. Л.: Дет. лит., 1984
- Сергуненков Б. Лесные сторожа / Рис. С. Спицына. Л.: Дет. лит., 1985
- Фролов В. Г. В двух шагах от войны: Повесть / Рис. и оформл. С. Спицына. Изд. 2. Л.: Дет. лит., 1986
- Бутин Э. Золотой огонь Югры: Повесть / Рис. С. Спицына. М.: Молодая гвардия, 1987
- Корр Элеонора. Садако и тысяча бумажных журавликов. Л.:Дет.лит. 1987
- Хармс Д. . Врун. Л.: Детская литература, 1989
- Кублановский Ю. М.. Памяти Петрограда. 1992 (не издано)
- Белых Г. Г., Пантелеев Л. Республика ШКИД: Повесть / Вступ. ст. С. Маршака; Рис. С. Спицына. М.: Дет. лит., 2005. 462 с. (Шк. б-ка)
- Белых Г., Л.Пантелеев.:"Республика Шкид" М. Дет.лит., 2009
- Томин Ю. Борька, я и невидимка. М. : Издательский дом Мещерякова, 2015.
- Гернет Н. Сестрёнка. М.: Речь, 2016.